# Bacerac
Bacerac é um município do estado de Sonora, no México.